# Historia del uniforme del Deportivo Cali

## Historia

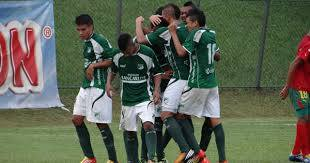
Uniforme del Deportivo Cali utilizado entre 2010 y 2012, confeccionado por Mitre.

En su fundación como "Cali Football Club" el equipo estaba dividio entre el "Cali Football Club A", cuyo uniforme era camiseta mitad en roja y mitad blanca, pantaloneta blanca, y medias negras, y el del "Cali Football Club B" mitad roja y mitad verde, pantaloneta verde, y las medias negras. Desde sus inicios se estableció que el equipo usaría en su uniforme los colores de la ciudad.  En 1912 Deportivo Cali A (como se llamó el equipo posteriormente) adoptó los colores del "Cali Football Club B". En1948 se decidió cambiar el color de las medias negras a blancas y verdes, según la temporada, combinación que se mantiene hasta la actualidad y se ha consolidado como la identidad del uniforme del Deportivo Cali: camiseta verde, pantaloneta blanca, y medias verdes o blancas.
A lo largo de su historia, el uniforme del Cali ha sido diseñado por varias marcas como Adidas, New Balance, Umbro, Le Coq Sportif, Mitre, Kappa y Puma. Actualmente, los uniformes del Deportivo Cali son confecciondos por la marca Hillside.

## Evolución

### Uniforme local
| The Cali Football Club "A" 1912 | The Cali Football Club "B" 1912 | Deportivo Cali A 1912 | Deportivo Cali B 1919 | 1947 | 1948 | 1948 | 2007 |

| 2008/09 | 2010/12 | 2012/13 | 2012 | 2013 | 2014 | 2015 | 2016 |

| 2017 | 2018/19 | 2020/21 | 2021/22 | 2022/23 | 2023/24 | 2024 | 2025 |

### Uniforme alternativo
| 2007 | 2008/09 | 2010/11 | 2012/13 | 2013 | 2014 | 2015 | 2016 |

| 2017 | 2018/19 | 2020/21 | 2021/22 | 2023 | 2023/24 | 2024 | 2025 |

### Tercer uniforme
| 2015 | 2016 | 2017 | 2018/19 | 2020/21 | 2021/22 | 2024 | 2025 |

### Proveedor
| Proveedores y patrocinadores | Proveedores y patrocinadores |
| Período                      | Proveedor                    |
| ---------------------------- | ---------------------------- |
| 1978 - 1985                  | Sin proveedor                |
| 1986 - 1988                  | Le Coq Sportif               |
| 1989 - 1992                  | Saeta                        |
| 1993 - 1994                  | Umbro                        |
| 1995 - 1997                  | Adidas                       |
| 1998 - 1999                  | Fila                         |
| 2000                         | Lusti                        |
| 2001                         | New Balance                  |
| 2002 - 2005                  | Patrick                      |
| 2006 - 2009                  | Adidas                       |
| 2010 - 2013                  | Mitre                        |
| 2014 - 2017                  | Umbro                        |
| 2018 - 2021                  | Puma                         |
| 2021 - 2023                  | Le Coq Sportif               |
| 2023 - 2024-II               | Kappa                        |
| 2025-presente                | Hillside                     |

### Proveedor y patrocinadores
| Patrocinadores               | Patrocinadores                                                    | Patrocinadores |
| Período                      | Patrocinador principal                                            | Otros patrocinadores |
| ---------------------------- | ----------------------------------------------------------------- | --- |
| 1978                         | Sharp                                                             | Sin patrocinador |
| 1978                         | Renault                                                           | Sin patrocinador |
| 1980                         | Aguardiente Blanco del Valle                                      | Sin patrocinador |
| 1981                         | Baboo Ltda.                                                       | Sin patrocinador |
| 1984                         | King International Casino Aruba                                   | Sin patrocinador |
| 1985                         | Crown                                                             | Sin patrocinador |
| 1985                         | Universidad del Valle                                             | Sin patrocinador |
| 1986 - 1988                  | Bretaña                                                           | Sin patrocinador |
| 1989 - 1992                  | Colombiana                                                        | Sin patrocinador |
| 1993 - 1994                  | Cerveza Leona                                                     | Sin patrocinador |
| 1995 - 1997                  | Cerveza Leona                                                     | Sin patrocinador |
| 1998 - 1999                  | Postobón                                                          | Sin patrocinador |
| 1998 - 1999                  | Colombiana                                                        | Sin patrocinador |
| 2000                         |                                                                   | Sin patrocinador |
| 2001                         |                                                                   | Sin patrocinador |
| 2002 - 2005                  | Western Union                                                     | Sin patrocinador |
| 2002 - 2005                  | Cerveza Pokér                                                     | Sin patrocinador |
| 2006 - 2009                  |                                                                   | Sin patrocinador |
| Cerveza Águila               |                                                                   | Sin patrocinador |
| Aguardiente Blanco del Valle | Ingenio San Carlos Honda Tigo UNE                                 | |
| Aguardiente Blanco del Valle | Ingenio San Carlos Honda Tigo UNE                                 | 2010 - 2013 |
| Ingenio San Carlos           | Kyocera Telepacífico Hyundai                                      | |
| Ingenio San Carlos           | Deo Pies                                                          | |
| Ingenio San Carlos           | 2014 - 2017                                                       | Postobón Deo Pies |
| Siesa                        | 2014 - 2017                                                       | Postobón Deo Pies |
| 2018 - 2021                  | Postobón Deo Pies Colombina Wplay.co Aguardiente Blanco del Valle | |
| 2018 - 2021                  | Wplay.co                                                          | Efecty Postobón Colombina Cerveza Águila Comfandi JMC Colombina Banco Popular                                                                                |
| 2021 - 2023                  | Wplay.co                                                          | Pastas La Muñeca Postobón Cerveza Águila Colombina Millenium Natural Systems DeoPies Recamier Banco Popular Chunky                                           |
| 2023                         | Wplay.co                                                          | Pastas La Muñeca Latope Cosenza Constructora Colombina Millenium Natural Systems DeoPies Recamier Banco Popular                                              |
| 2024-I                       | Wplay.co                                                          | Pastas La Muñeca Latope Cosenza Constructora Colombina Millenium Natural Systems DeoPies Recamier Banco Popular Gatorade                                     |
| 2024-II                      | Wplay.co                                                          | Pastas La Muñeca Colombina Sporade DeoPies Recamier Fluo Cardent CG Producciones y Eventos S&T Soluciones y Tecnología S.A.S. Sevin Ltda. Seguridad Integral |
| 2025                         | Wplay.co                                                          | Pastas La Muñeca Colombina DeoPies Recamier Fluo Cardent CG Producciones y Eventos                                                                           |